# Trận Saumur (1940)
Trận Saumur, còn gọi là Cuộc phòng ngự sông Loire, là một trận đánh trong Trận chiến nước Pháp trên Mặt trận phía Tây của cuộc Chiến tranh thế giới thứ hai, khi các thiếu sinh quân sĩ quan của Trường kỵ binh Saumur (tiếng Pháp: École de cavalerie), cùng với lính bắn súng trường của Pháp đến từ Algérie và những binh sĩ đã trở lại Pháp sau cuộc rút chạy Dunkerque, kháng cự quân đội Đức Quốc xã trên sông Loire. Giao chiến chủ yếu diễn ra ở Saumur và Gennes.
Trong suốt hai ngày, 2.500 binh lính của Pháp, được trang bị yếu kém và thiếu kinh nghiệm chiến trường, đã chống cự quyết liệt trước Sư đoàn Kỵ binh số 1 của Đức, mặc dù Thống chế Philippe Pétain đã ký kết hiệp định đầu hàng và ra lời kêu gọi ngừng bắn. Vì thế, các thiếu sinh quân Saumur đôi khi được coi là lực lượng đầu tiên của Kháng chiến quân Pháp, cũng như là đội quân cuối cùng bảo vệ tuyến phòng thủ Maginot của quân đội Pháp.
Trong cuộc giao chiến, thị trưởng thành phố Saumur, vốn đã không thể thuyết phục Michon chiến đấu, giúp thị dân đến trú ẩn ở các hầm và hang động. Cuộc chống cự của các thiếu sinh quân Pháp bị buộc phải chấm dứt khi họ không còn đạn dược. Khi được thuyết phục rằng sự hy sinh thêm tính mạng của các binh lính trẻ chỉ còn là vô ích và Michon theo phải tuân thủ hiệp đình đầu hàng của Pháp, viên đại tá đã dẫn một nhóm quân tới Fontevraud và về phía bên kia của ranh giới của khu vực vừa mới nằm dưới quyền kiểm soát của Chính phủ Vichy. Phần còn lại của quân phòng thủ bị bắt làm tù binh nhưng được đối xử tốt, mà một phần là do những binh sĩ đã chiến đấu với họ thuộc về Sư đoàn Kỵ binh số 1 của Đức, vốn cũng xuất thân từ tầng lớp thượng lưu và có truyền thống quân sự. Nhiều binh lính của Sư đoàn này đã học Trường Kỵ binh Hanover nổi danh. Không lâu sau đó, các tù binh Pháp đã được thả ra thay vì bị giam cầm như phần lớn lính Pháp trong chiến dịch năm 1940.
Sự pháo kích của quân đội Đức trong trận Saumur đã phá hủy các nhà thờ St. Pierrev và St. Nicolas. Vào buổi sáng ngày 21 tháng 6 năm 1940, quân đội Đức tiến vào Saumur. Trước khi quân Đức bị đánh đuổi khỏi Saumur vào ngày 30 tháng 8 năm 1944, thành phố đã hứng chịu một trận công pháo khốc liệt khác – lần này là của quân Đồng Minh.